# Dicyphus pallicornis
Dicyphus pallicornis is een wants uit de familie van de blindwantsen (Miridae). De soort werd het eerst wetenschappelijk beschreven door Franz Xaver Fieber in 1861.

## Uiterlijk
De langwerpige, zeer variabel gekleurde wants is er zowel in een kortvleugelige variant als een langvleugelige. De kortvleugelige wants kan 2,5 tot 4 mm lang worden; in het geval dat de wants langvleugelig is kan hij een lengte van 3,5 tot 4 mm bereiken. Zowel de mannetjes als de vrouwtjes kunnen langvleugelig (macropteer) of kortvleugelig (brachypteer) zijn. De kleur van de wants kan nogal verschillen per individu; hij kan lichtgeel of geelgroen zijn maar ook donkerbruin. De kop is lichter van kleur dan de rest en heeft twee zwarte strepen in het verlengde van de antennes en achter de ogen. Bij de lichtgele wantsen zijn deze accenten vaak minder duidelijk. Bij de langvleugelige variant heeft het uiteinde van het verharde deel van de vleugels (cuneus) een bruin of zwarte punt. De pootjes zijn geelachtig met op de dijen zwartbruine vlekjes. Van de lichtgekleurde antennes is alleen het eerste segment aan het begin voor het grootste gedeelte zwart.

## Leefwijze
De soort overwintert als volwassen dier en kent twee generaties in het jaar. De wantsen van eerste generatie is eind juli volwassen en de tweede generatie is vanaf september te vinden in tuinen en langs bosranden of kale gebieden waar de waardplant, vingerhoedskruid (Digitalis purpurea) groeit.  

## Leefgebied
De soort is algemeen in Nederland en het verspreidingsgebied is Palearctisch, van Europa tot Noord-Afrika. De wants is ook geïntroduceerd in Noord-Amerika.